# قارني ياريخ
قارني ياريخ (بالفارسية: قارنی‌یاریخ) هي قرية تقع في أذربيجان الغربية في إيران.